# Imunogénio
Imunogênio ou imunógeno, também denominado Antígeno, é qualquer microrganismo ou partícula estranha/anormal ao organismo capaz de estimular uma resposta imunológica. Quando introduzido no organismo faz com que este responda, produzindo defesas. Pode ser vírus, bactérias, partículas inertes, protozoários, corpos estranhos, alimentos, células próprias saudáveis ou doentes, etc.

## Imunogenicidade (ou poder imunogênico)
Intensidade com que o imunógeno (antígeno) estimula a resposta imune ao entrar em contato com o organismo. A resposta imune desencadeada é específica e pode ser humoral ou celular, sendo capaz de gerar memória imunológica. 
As estruturas que induzem a imunogenicidade de uma molécula (regiões ditas imunopotentes) e seus determinantes específicos antigênicos (epítopos ou locais conformacionais ou sequenciais) relacionam mais com zonas distintas da molécula.

## Factores que interferem na imunogenicidade
- Peso molecular: quanto maior o peso molecular, maior é a imunogenicidade. Para gerar resposta imune e ser denominado imunógeno deve ter peso molecular maior que 10mil Da. Moléculas menores precisam se ligar a proteínas para estimular a resposta imune;
- Estranheza em relação ao organismo: quanto maior a diferença entre o imunógeno e o organismo em que ele entra, maior será a sua imunogenicidade e o estímulo. Relacionado à distância filogenética;
- Composição química: proteínas são moléculas mais patogênicas, seguidas de polissacarídeos, ácidos nucleicos e por fim lipídeos;
- Heterogeneidade: quanto mais complexo o antígeno, maior o estímulo;
- Suscetibilidade ao processamento: quanto mais suscetível ao processamento e formação de epítopos, maior a imunogenicidade e o estimulo à resposta imune;
- Dose e via de inoculação de vacinas: há uma dose ideal para gerar resposta imune corretamente e uma via de inoculação ideal para diferentes tipos de vacinas.